# SICAP
SICAP - Simpozionul Internațional „Cercetări și Aplicații în Psihologie” este un simpozion anual organizat de Facultatea de Psihologie a Universității „Tibiscus” din Timișoara. 
Cea de-a XVIII-a ediție a Simpozionului Internațional „Cercetări și Aplicații în Psihologie” 2009 este organizata impreună cu Centrul de Reeducare Buziaș al Administrației Naționale a Penitenciarelor, manifestarea fiind intitulată „Teoretic și aplicativ în cercetarea psihologică”. 
Această manifestare științifică se adresează îndeosebi specialiștilor și studenților cu cercetări în domeniul științelor socio-umane, dar și celor care doresc să audieze lucrările simpozionului. 
Detalii referitoare la secțiunile și programul simpozionului, condițiile de redactare a lucrărilor, termenele limită, taxa de participare, oportunitățile de cazare și alte informații utile, precum și formularul de înscriere se regăsesc pe site-ul SICAP.